# Simon Rolfes
Simon Rolfes (nascut el 21 de gener de 1982 a Ibbenbüren, Rin del Nord-Westfàlia) és un futbolista alemany que actualment juga pel Bayer Leverkusen.